# 小红门清真寺
小红门清真寺，位于北京市朝阳区小红门乡三台山村西北部，是一座伊斯兰教清真寺。

## 简介
小红门清真寺是中共十一届三中全会后朝阳区陆续开放的9座清真寺之一（其他8座分别是常营清真寺、南下坡清真寺、八里庄清真寺、康营清真寺、万子营清真寺、管庄清真寺、杨闸清真寺、西会清真寺），为一座新建的清真寺。这座清真寺后来移地新建，成为如今位于三台山村西北部的清真寺。